# Pozos huérfanos en los Estados Unidos

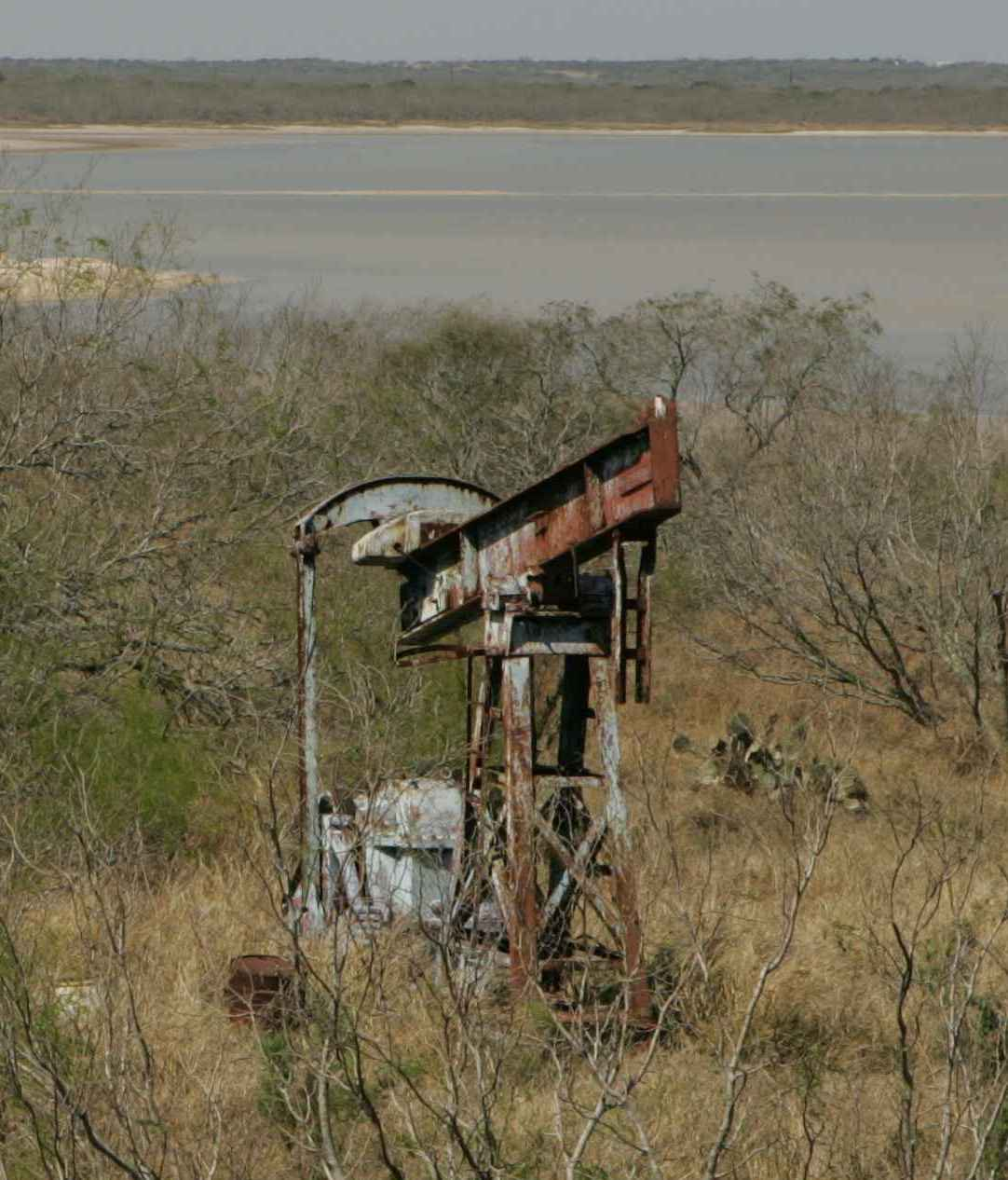
Una bomba de varilla abandonada.

Aunque las diferentes jurisdicciones tienen diferentes criterios sobre qué califica exactamente como un pozo de petróleo huérfano o abandonado, en términos generales, un pozo de petróleo se considera abandonado cuando se ha dejado de producir de forma permanente. De manera similar, los pozos huérfanos pueden tener diferentes definiciones legales en diferentes jurisdicciones, pero pueden considerarse como pozos cuyo propietario legal no es posible determinar.
Una vez que se abandona un pozo, puede ser una fuente de emisiones tóxicas y contaminación que contamina las aguas subterráneas y libera metano, lo que hace que los pozos huérfanos contribuyan significativamente a las emisiones nacionales de gases de efecto invernadero. Por esta razón, se han iniciado varios programas estatales y federales para tapar pozos; sin embargo, muchos de estos programas están por debajo de su capacidad. En estados como Texas y Nuevo México, estos programas no cuentan con suficientes fondos o personal para evaluar e implementar completamente los programas de mitigación.
Dakota del Norte dedicó USD 66 millones de sus fondos de ayuda pandémica de la Ley CARES para tapar y recuperar pozos abandonados.
Según la oficina de Responsabilidad Gubernamental, los 2,1 millones de pozos abandonados desconectados en los Estados Unidos podrían costar hasta USD 300 mil millones. Una investigación conjunta de Grist y The Texas Observer en 2021 destacó cómo las estimaciones gubernamentales de pozos abandonados en Texas y Nuevo México probablemente se subestimaron y que las fuerzas del mercado podrían haber reducido los precios tanto creando condiciones de pico de petróleo que conducirían a más abandono. Los defensores de programas como el Green New Deal y una política más amplia de mitigación del cambio climático en los Estados Unidos han abogado por financiar programas de taponamiento que aborden los activos varados y brinden una transición justa para los trabajadores calificados del petróleo y el gas.
La Ley REGROW, que es parte de la Ley de Inversión en Infraestructura y Empleos, incluye USD 4,7 mil millones en fondos para tapar y mantener pozos huérfanos. El Departamento del Interior ha documentado la existencia de 130 000 pozos huérfanos a nivel nacional. Un estudio de la Agencia de Protección Ambiental estimó que hay entre dos y tres millones de pozos en todo el país. En febrero de 2022, el estado de Nueva York esperaba recibir 70 millones de dólares a través de esta ley, que se utilizarían para tapar pozos huérfanos. El estado tiene 6 809 pozos y el Departamento de Conservación Ambiental del estado de Nueva York estimó que taparlos costaría USD 248 millones. El departamento utiliza una flota de drones que llevan magnetómetros para encontrar los pozos.

## Definiciones estatales
Las legislaturas estatales de los Estados Unidos tienen definiciones específicas basadas en las necesidades y prioridades locales. Por ejemplo, la sección sobre pozos abandonados en el Código de Recursos Naturales de Texas define un "pozo inactivo" como "un pozo desconectado que no ha reportado producción, disposición, inyección u otra actividad permitida por un período mayor a 12 meses".
La definición de un pozo abandonado en Pensilvania incluye la no producción de actividad durante 12 meses, "considerado seco y no equipado para la producción dentro de los 60 días posteriores a la perforación, nueva perforación o profundización, y del cual se ha retirado el equipo necesario para extraer recursos o producir energía".
La legislación de Ohio define "pozos inactivos y huérfanos" en función de si se ha perdido o no un bono de pozo o si el dinero para taparlo no está disponible. Define un "estado de pozo temporalmente inactivo" como no haber producido durante dos (pozos no horizontales) u ocho (pozos horizontales) períodos de informes definidos por ley o uno que haya producido "menos de 100 000 pies cúbicos de gas natural o 15 barriles de crudo".

## Impactos ambientales
Los pozos huérfanos y abandonados pueden causar daños ambientales al filtrar contaminantes a la atmósfera o al suministro de agua. Los determinantes importantes de cuánto impactan los pozos huérfanos y abandonados en el medio ambiente incluyen las técnicas utilizadas y las precauciones tomadas al perforar el pozo por primera vez, ya sea un pozo de gas, un pozo de petróleo o una combinación de pozos de petróleo y gas, y si se selló el pozo y cómo.
Si los pozos no se sellan correctamente cuando se quedan huérfanos o se abandonan, pueden permitir que el petróleo y el gas contaminen las aguas subterráneas. También es posible que los pozos huérfanos y abandonados sean importantes emisores de metano y sulfuro de hidrógeno a la atmósfera. Además, la salmuera presente en pozos excavados en formaciones de esquisto puede contener algunas sustancias radioactivas y tóxicas que contaminan las aguas subterráneas si el pozo tiene fugas. El taponamiento de pozos puede reducir el riesgo de explosiones y proteger las aguas subterráneas, pero no siempre previene las emisiones de metano. Los costos para mitigar el impacto de los pozos huérfanos y abandonados varían, pero pueden incluir retirar todo el equipo del sitio, restaurar la tierra y la capa superior del suelo y plantar especies locales, además de tapar el pozo mismo. Por ejemplo, tapar un pozo y restaurar la tierra circundante cuesta un promedio de USD 100 000 para pozos ubicados en formaciones de marcellus.
Un problema con el estudio de los impactos de los pozos huérfanos y abandonados es que los datos sobre ellos pueden ser escasos e incompletos. En los Estados Unidos, es posible que los pozos hayan quedado huérfanos o abandonados durante más de un siglo, y la información sobre ellos, si es que existe, puede ser difícil de encontrar.

## Respuestas
Una forma de alentar a los propietarios de pozos a no abandonarlos o, de hacerlo, asegurarse de se abandonen de manera segura es usar bonos de pozos. Estos son bonos pagados por los operadores de pozos a una compañía de fianzas y son retenidos por un obligante (entidad estatal o federal) hasta que el pozo haya sido tapado satisfactoriamente y la superficie del terreno restaurada. Un desafío importante de hacer que los bonos de pozos sean una herramienta de política efectiva es fijar su precio a un punto que no haga que la entrada al mercado sea prohibitivamente costosa, pero que tampoco incentive a los operadores de pozos a perder el bono en lugar de cumplir con los requisitos de abandono especificados en la ley local.
Otra forma de alentar a los propietarios de pozos a no abandonarlos es modernizar los para producir energía geotérmica. Un beneficio de este enfoque es que es menos costoso modernizar un pozo abandonado para producir energía geotérmica que perforar un nuevo pozo de petróleo o gas. También ahorra el costo de explorar sitios para campos geotérmicos. Evitar nuevas exploraciones y perforaciones evita los impactos ambientales de estas actividades. Sin embargo, los fluidos geotérmicos pueden contener sustancias químicas peligrosas para el medio ambiente, como sulfuro de hidrógeno, amoníaco, metano, arsénico, mercurio y plomo.
Una tercera opción es exigir que los operadores de pozos establezcan fideicomisos de recuperación que se utilizarían para pagar los costos de recuperación si el operador no realiza el taponamiento y la restauración del terreno necesarios dentro de un período de tiempo determinado después de abandonar el pozo. Esta opción de política se ha utilizado para mitigar el impacto ambiental de la minería en los Estados Unidos como parte de una respuesta política combinada de mando y control e incentivos de mercado para la protección ambiental. Un riesgo asociado a esta opción de política es que si los pozos se vuelven económicamente improductivos antes del período previsto en el contrato de fideicomiso, el pozo abandonado podría convertirse en un pasivo para la autoridad gubernamental pertinente.
Una organización sin fines de lucro con sede en Montana, Well Done Foundation, fue fundada en 2019 por un ejecutivo retirado de la industria del petróleo y el gas para comenzar a tapar pozos.